# 동기-위생 이론
허즈버그의 동기－위생이론(動機-衛生理論, 영어: Herzberg's motivation-hygiene theory) 또는 2요인 이론(二要因理論, 영어: two-factor theory)은 현실적인 기업의 관리에 있어서 어떠한 상황이 고차적인 욕구를 충족시킬 수 있는 동기(motivation)가 되는가를 탐구해야 한다. 프레더릭 허즈버그(Frederick Herzberg)가 제안한 것으로 이러한 것을 탐구하기 위한 유력한 학설이다.

## 인간 동기(motivation)에 대한 가설
허즈버그는 인간에게 동기(motivation)를 주는 욕구로 아래 두 가지를 제시했다.
1. 불쾌감을 회피하려는 욕구
2. 정신적으로 성장하고 자기실현을 추구하려는 욕구

또한 위의 두 가지 욕구는 완전히 이질적인 것이며, 별개의 요소에 의하여 충족되는 것이라는 가설을 세웠다.
즉, 인간이란 동물은 2종류의 욕구를 지니고 있는데, 그 하나는 '생명의 상실·굶주림·고통·성적 결핍 등에 대한 회피나 기타의 일차적 동인(動因) 및 이들 기본적 동인에 부수되는 무수한 학습적 두려움 등 동물적 소지(素地)에서 오는 인간성, 즉 아담적 인간관에 입각한 요구이고, 다른 하나는 '계속적인 정신적 성장에화해 보려고 하는 강박적(强迫的) 인간충동'으로 설명되는 인간성, 즉 아브라함적 인간관에 바탕을 둔 욕구이다.
허즈버그는 (1)식의 불쾌회피욕구를 아무리 충족하여도 인간은 불만족감이 감소할 뿐이고 적극적 만족감이 증가되는 것은 아니며, 또한 (2)식의 자기실현 욕구를 충분히 충족시켜 주면 적극적 만족감이 증대되나, 가령 이 욕구가 충족되지 않아도 적극적 만족감이 감소될 뿐 결코 불만족감이 증가하지는 않는 것으로 생각한다. 요컨대 (1)의 불쾌회피 욕구를 충족시키는 요인은 불만족감의 증감(增減)에 관계가 있고, (2)의 자기실현 욕구를 충족시켜주는 요인은 적극적 만족감의 증감에만 관계되는 것으로서 (1)을 충족시키는 요인이 (2)의 효과에 영향을 미친다거나 혹은 거꾸로 (2)를 충족케 하는 요인이 (1)의 효과를 가져오는 일은 있을 수 없다는 가설을 설정한다.

## 가설 실증 방법과 이론
그는 이 가설을 실증하기 위하여서 피츠버그에서 약 200명의 기술자와 회계사를 대상으로 어떠한 경우에 있어서 일에 대한 적극적 만족감과 불만족감을 느끼는가를 조사하였다. 허즈버그의 이론에 의하면 적극적 만족감을 초래하는 원인은 달성, 승인, 일에 대한 책임, 승진이고, 그 가운데 일에 대한 책임, 일 그 자체, 승진의 3가지 요소가 일에 대한 의욕과 정열을 지속시키는 요인이 되었다. 또한 불만족을 가져오는 요인은 회사의 정책과 경영·감독기술·급여·대인관계·작업조건의 5가지이다. 중요한 것은 직무에 대한 만족감을 느끼게 하는 요인이 직무불만의 요인으로서는 되지 않는 경향이 있다는 것이다. 즉, 적극적 만족감 ― 직무만족을 낳게 하는 달성·승인·일자체·책임·승진의 5가지 요인은 불만족감 ― 직무불만을 초래하는 요인과는 관계가 없으며, 반대로 회사의 정책과 경영·감독기술·급여·대인관계·작업조건의 5가지 요인은 직무불만을 초래하는 요인은 되지만 직무만족을 일으키는 5가지 요인은 직무를 통한 정신적 성장 및 자기실현을 가능케 하는 성격을 포함하는 것이며, 이것이야말로 인간행동의 동기요인이 되는 것이므로 이를 '동기부여요인(motivator)'이라 부르고, 직무불만을 해소할 수 있는 5가지 요인은 동기부여의 요인은 아니나, 직장에서 발생하는 여러 가지 불쾌한 상황을 제거하여 좋은 환경을 유지하게 하는 것이므로 이를 '위생요인(hygiene factor)' 또는 '환경요인(environmental factor)'이라고 부른다.

## 같이 보기
- 이중요인 학습이론